# Lamont (Iowa)
Lamont és una població dels Estats Units a l'estat d'Iowa. Segons el cens del 2000 tenia 503 habitants.

## Demografia
Segons el cens del 2000, Lamont tenia 503 habitants, 213 habitatges, i 141 famílies. La densitat de població era de 323,7 habitants/km².
Dels 213 habitatges en un 30% hi vivien nens de menys de 18 anys, en un 53,5% hi vivien parelles casades, en un 10,8% dones solteres, i en un 33,8% no eren unitats familiars. En el 30,5% dels habitatges hi vivien persones soles el 13,6% de les quals corresponia a persones de 65 anys o més que vivien soles. El nombre mitjà de persones vivint en cada habitatge era de 2,36 i el nombre mitjà de persones que vivien en cada família era de 2,94.
Per edats la població es repartia de la següent manera: un 26,8% tenia menys de 18 anys, un 8,5% entre 18 i 24, un 27% entre 25 i 44, un 21,7% de 45 a 60 i un 15,9% 65 anys o més.
L'edat mediana era de 37 anys. Per cada 100 dones de 18 o més anys hi havia 91,7 homes.
La renda mediana per habitatge era de 30.000 $ i la renda mediana per família de 38.125 $. Els homes tenien una renda mediana de 27.639 $ mentre que les dones 21.250 $. La renda per capita de la població era de 15.201 $. Entorn del 9,3% de les famílies i l'11,1% de la població estaven per davall del llindar de pobresa.

## Poblacions més properes
El següent diagrama mostra les poblacions més properes.